# Nexans
Nexans è una multinazionale attiva nel settore delle linee di trasmissione via cavo con sede in Francia, a Parigi. Le principali attività del gruppo sono quattro: edilizia e territori (edilizia, infrastrutture locali, città / smart grid, e-mobility), alta tensione e progetti (parchi eolici offshore, interconnessioni sottomarine, alta tensione terrestre), telecomunicazioni e dati (reti di telecomunicazione, trasmissione dati, FTTX, cablaggio LAN, soluzioni per data center iperscalabili), industria e soluzioni (energie rinnovabili, petrolio e gas, trasporto stradale, ferroviario, aereo e marittimo).
L'azienda è inoltre interessata a "protocolli" che consentano di rendere la rete elettrica comunicante (alta velocità) e compatibile con Internet 2.0, nonché allo sviluppo di smart grid per connettere "oggetti intelligenti" (quali i contatori intelligenti) attraverso la rete, senza essere ostacolati da trasformatori elettrici.

## Storia
Trae origine dalla Société Française des Câbles Électriques, fondata a Lione nel 1897. Questa fu poi acquistata nel 1912 dalla Compagnie générale d’électricité (CGE). All'interno del gruppo della CGE, la produzione di cavi passò poi ad Alcatel. 
Nel 2000 viene creata la società Nexans, a cui vengono attribuite tutte le attività di produzione di cavi, tranne dei cavi sottomarini che rimase ad Alcatel. Nexans fu poi quotata in Borsa nel 2001. Alcatel mantenne il 20% di quota azionaria.
Nel 2005 Alcatel vende il 20% di Nexans in suo possesso.